# Findlay (Illinois)
Findlay – wieś w Stanach Zjednoczonych, w stanie Illinois, w hrabstwie Shelby.